# Roch Castle
Roch Castle är ett slott i Storbritannien.   Det ligger i kommunen Pembrokeshire och riksdelen Wales, i den södra delen av landet, 300 km väster om huvudstaden London. Roch Castle ligger 112 meter över havet.
Terrängen runt Roch Castle är platt. Havet är nära Roch Castle åt sydväst. Runt Roch Castle är det ganska tätbefolkat, med 70 invånare per kvadratkilometer. Närmaste större samhälle är Haverfordwest, 9,2 km sydost om Roch Castle. Trakten runt Roch Castle består i huvudsak av gräsmarker.